# Voyage de Paris à Saint-Cloud par mer et retour par terre
Voyage de Paris à Saint-Cloud par mer et retour de Saint-Cloud à Paris est un ouvrage burlesque publié par Louis-Balthazar Néel en 1748. L'ouvrage raconte une microaventure d'un héros invité à se rendre de Paris à Saint-Cloud.